# Castle Point (Misuri)
Castle Point es un lugar designado por el censo ubicado en el condado de San Luis en el estado estadounidense de Misuri. En el Censo de 2010 tenía una población de 3962 habitantes y una densidad poblacional de 2.197,9 personas por km².

## Geografía
Castle Point se encuentra ubicado en las coordenadas 38°45′27″N 90°14′55″O / 38.75750, -90.24861. Según la Oficina del Censo de los Estados Unidos, Castle Point tiene una superficie total de 1.8 km², de la cual 1.8 km² corresponden a tierra firme y (0%) 0 km² es agua.

## Demografía
Según el censo de 2010, había 3962 personas residiendo en Castle Point. La densidad de población era de 2.197,9 hab./km². De los 3962 habitantes, Castle Point estaba compuesto por el 4.75% blancos, el 93.24% eran afroamericanos, el 0.08% eran amerindios, el 0.28% eran asiáticos, el 0% eran isleños del Pacífico, el 0.05% eran de otras razas y el 1.62% pertenecían a dos o más razas. Del total de la población el 0.56% eran hispanos o latinos de cualquier raza.